# Lubrificação vaginal

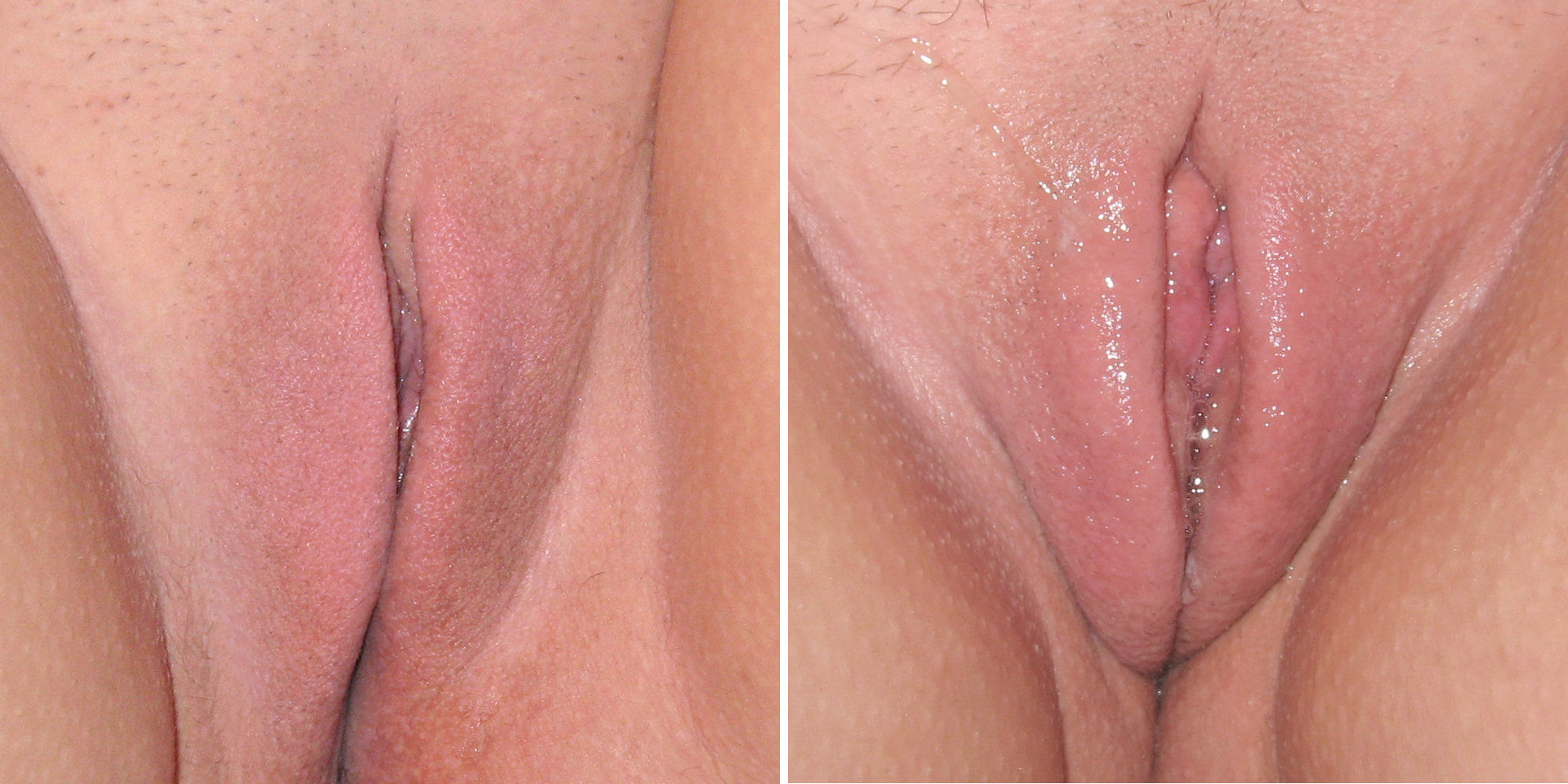
Vagina seca (esquerda) vagina lubrificada (direita).

A lubrificação vaginal é produção natural de um líquido lubrificante na vulva e canal vaginal, que reduz a fricção durante a atividade sexual. Considera-se como sendo a primeira fase da resposta sexual feminina e também da excitação (equivalente à ereção masculina). 
A secura vaginal é a circunstância em que esta lubrificação é insuficiente e pode causar dispareunia.

## Fisiologia
A genitália feminina apresenta apenas dois conjuntos de glândulas que contribuem para a lubrificação vaginal: um conjunto localizado na entrada do canal da vaginal, que é constituído principalmente pela glândula de Bartholin com o auxilio da glândula de Skene que contribui com a secreção de uma substância mucóide, o outro conjuntos de glândula localizada na entrada do útero. Entretanto as glândulas não são capazes de promover uma lubrificação plena para que ocorra a relação sexual de modo confortável, o principal componente da lubrificação é o plasma sanguíneo que atravessa o epitélio do canal vaginal quando esse é distendido, durante o processo de excitação que deve ocorrer antes da penetração, normalmente chamado de preliminares.
Nas preliminares, antes de ocorrer penetração, o canal vaginal naturalmente aumenta seu volume distendendo e afinando suas paredes permitindo a passagem do plasma sanguíneo, mas impede a passagem das célula sanguínea, as quais dão a cor vermelha ao sangue. Então, a cor clara típica da lubrificação provem da cor clara do plasma sanguíneo, que foi separado do das célula sanguínea. Este processo de filtração que o epitélio promove não é capaz de separar elementos menores e pode permitir a passagem de vírus, permitindo assim a transmissão de doenças sexualmente transmissíveis.

## Composição
A composição é muito parecida com a do plasma sanguíneo, sendo a água o principal componente. Pode haver variações na consistência, textura, cor e odor, dependendo da excitação sexual, época do ciclo menstrual, presença de uma infecção e da dieta da mulher.
O fluido vaginal é ligeiramente ácido e pode tornar-se mais ácido com determinadas doenças sexualmente transmissíveis. O pH normal do fluido vaginal está entre 3.8 e 4.5, visto que o sêmen masculino está tipicamente entre 7.1 e 8 (uma substância neutra como a água tem um pH de 7).

## Mudanças na lubrificação vaginal normal
Determinados medicamentos, incluindo alguns que são vendidos sem receita como Anti-histamínico, bem como eventos na vida, tais como a gravidez, o lactação, o menopausa, o envelhecimento ou doenças tais como o diabetes, podem inibir a lubrificação normal.  As intervenções médicas com efeitos anti-histamínicos ou simpaticomiméticos, podem secar totalmente a mucosa ou umedecer o tecido da vagina. Tais medicamentos incluem muitas drogas comuns para doenças alergias, cardiovasculares, psiquiátricas.

## Lubrificação artificial
Quando a lubrificação natural é insuficiente, a atividade sexual pode ser incômoda ou dolorosa. Um lubrificante íntimo aplicado à abertura vaginal e/ou ao pênis pode diminuir este desconforto. Mais raramente, um supositório vaginal pode ser introduzido antes da atividade sexual.
Os lubrificantes a base de óleo podem enfraquecer o látex e reduzir a eficácia dos preservativos como método contraceptivo ou para a proteção contra as doenças sexualmente transmissíveis, assim o uso de lubrificantes a base de água ou de silicone são preferíveis.